# Кириченко, Николай Александрович (физик)
Николай Александрович Кириченко (1949 — 21 октября 2017, Москва) — советский и российский учёный в области теоретической физики, лазерной физики, теории нелинейных колебаний и волн, доктор физико-математических наук (1991), профессор МФТИ.

## Биография
В 1972 году окончил факультет экспериментальной и теоретической физики МИФИ (с 2009 года — Национальный исследовательский ядерный университет «МИФИ») .
В Институте общей физики им. А. М. Прохорова РАН прошёл путь от м.н.с. до ведущего научного сотрудника.
В 1975 году защитил диссертацию по теме «П-конденсация в конечных системах и свойства ядер» на звание кандидата физико-математических наук : 01.04.02.
В 1991 г. в институте космических исследований АН СССР — по теме «Явления самоорганизации при лазерном нагреве вещества» на звание доктора физико-математических наук : 01.04.02.
Преподавательская деятельность Николая Александровича была связана с кафедрой общей физики МФТИ, где он читал, в частности, курс общей физики. На базовой кафедре МФТИ при ИОФ РАН он также вёл более специализированные курсы, например, лазерной термохимии.
Н. А. Кириченко является автором нескольких учебных пособий по физике для вузов, много сил и внимания уделял также работе в выпускаемом при МФТИ физико-математическом журнале для школьников «Потенциал»

## Из библиографии
- Особенности динамики процессов осаждения и травления при учёте изменения формы поверхности и состояния газовой среды / Н. А. Кириченко, Е. Г. Николаева. — М.: Б. и., 1996. — 14 с. : граф.; 21 см.

### Учебные пособия
- Лазерная термохимия : [Лекции] / Карлов Н. В., Кириченко Н. А., Лукьянчук Б. С. — М. : Наука, 1992. — 295,[1] с. : ил.; 22 см; ISBN 5-02-014852-0 (В пер.) (переведена на английский Cambridge International Science Press)
  - Лазерная термохимия : Основы и применения / Н. В. Карлов, Н. А. Кириченко, Б. С. Лукьянчук. — [2-е изд., испр. и доп.]. — М. : ЦентрКом, 1995. — 368 с. : ил.; 21 см; ISBN 5-87129-003-5 (В пер.)
- Колебания, волны, структуры / Н. В. Карлов, Н. А. Кириченко. — Москва : Физматлит, 2001. — 496 с. : ил.; 22 см; ISBN 5-9221-0205-2
  - Колебания, волны, структуры / Н. В. Карлов, Н. А. Кириченко. — М. : ФИЗМАТЛИТ, 2003 (РГУП Чебоксар. тип. ј 1). — 496 с. : ил.; 22 см; ISBN 5-9221-0205-2 (в пер.)
  - Колебания, волны, структуры / Н. В. Карлов, Н. А. Кириченко. — Москва : Физматлит, 2008. — 496 с. : ил., табл.; 22 см; ISBN 978-5-9221-0205-6
- Пять лекций по теории колебаний и волн : Учеб. пособие / Н. В. Карлов, Н. А. Кириченко; М. ; Долгопрудный : МФТИ. — 157 с. : ил.; 27 см; ISBN 5-7417-0011-X
- Шесть лекций по теории нелинейных динамических систем / Н. В. Карлов, Н. А. Кириченко. МФТИ, [1998?]. — 178 с. : ил.; 30 см; ISBN 5-7417-0096-9
- Начальные главы квантовой механики / Н. В. Карлов, Н. А. Кириченко. — М. : Физматлит, 2004 (ОАО Моск. тип. ј 6). — 359 с. : ил., табл.; 22 см; ISBN 5-9221-0538-8
  - Начальные главы квантовой механики / Н. В. Карлов, Н. А. Кириченко. — Москва : Физматлит, 2006 (Чебоксары : Чебоксарская типография " 1). — 359 с. : ил.; 22 см; ISBN 5-9221-0538-8 (В пер.)
- Принципы оптики : учеб. пос. … по направлению «Прикладные математика и физика», а также по другим математическим и естественнонаучным направлениям и специальностям / Н. А. Кириченко ; Москва : МФТИ, 2016. — 308 с. : ил.; 24 см; ISBN 978-5-7417-0596-4 : 1200 экз..
- Термодинамика и молекулярная физика : основные определения и формулы : Учеб. пособие / Н. А. Кириченко; — М. : МФТИ, 1998. — 53 с. : ил.; 20 см; ISBN 5-7417-0089-6
- Термодинамика, статистика и молекулярная физика : Учеб. пособие для студентов вузов по направлению «Приклад. математика и физика» / Н. А. Кириченко ; — М. : МФТИ, 2003 (Физтех-Полиграф). — 178 с. : ил., табл.; 20 см; ISBN 5-7417-0213-9
- Кириченко Н. А. Термодинамика, статистическая физика и молекулярная физика: [учеб. пос.] — Москва : Физматкнига, 2005. 175 с. : ил.; 22 см. — (Серия «Физика» / МФТИ).; ISBN 5-89155-130-6
  - Термодинамика, статистическая и молекулярная физика : учеб. пос. для студентов … «Прикладные математика и физика» / Н. А. Кириченко; [МФТИ]. — Изд. 4-е, испр. и доп. — Москва : Физматкнига (ФМ), 2012. — 191, [1] с. : ил.; 22 см. — (Серия «Физика»).; ISBN 978-5-89155-207-4 (в пер.)
- Квантовая физика конденсированных систем: учеб. пос. … по направлению «Прикладные математика и физика» / Н. А. Кириченко. — Москва : МФТИ, 2012. — 199 с. : ил.; 21 см; ISBN 978-5-7417-0431-8
- Электричество и магнетизм: учеб. пос. … по направлению «Прикладные математика и физика» / Н. А. Кириченко. — Москва : МФТИ, 2011. — 420 с. : ил.; 21 см; ISBN 978-5-7417-0356-4.
  - Электричество и магнетизм: учеб. пос. … «Прикладные математика и физика» / Н. А. Кириченко. — Москва : МФТИ, 2017. — 378 с. : ил.; 24 см; ISBN 978-5-7417-0623-7 : 1200 экз.
- Общая физика. Механика: учеб. пос. … «Прикладные математика и физика» / Н. А. Кириченко, К. М. Крымский. — Москва : МФТИ, 2013. — 289 с. : ил.; 21 см; ISBN 978-5-7417-0446-2

### Диссертации
- Кириченко, Николай Александрович. П-конденсация в конечных системах и свойства ядер : диссертация … кандидата физико-математических наук : 01.04.02. — Москва, 1975. — 94 с.
- Кириченко, Николай Александрович.  Явления самоорганизации при лазерном нагреве вещества : диссертация … доктора физико-математических наук : 01.04.02 / АН СССР. Ин-т космических исслед. — Москва, 1991. — 319 с. : ил.

### Научно-популярные выступления
- Кириченко Н. А. Микромир, элементарные частицы, вакуум // Статья в WikiBooks на основе статьи в физико-математическом журнале для школьников «Потенциал», 2005 г.